# Sei Litur Tasik
Sei Litur Tasik is een bestuurslaag in het regentschap Langkat van de provincie Noord-Sumatra, Indonesië. Sei Litur Tasik telt 4986 inwoners (volkstelling 2010).